# Theodore William Richards
Theodore William Richards (Germantown, 31 gennaio 1868 – Cambridge, 2 aprile 1928) è stato un chimico statunitense.

## Biografia
Theodore William Richards era figlio di due artisti: il padre William T. Richards, era pittore, e la madre Anna Matlack Richards, poetessa.
Fu educato e istruito dalla madre, viaggiando spesso tra l'Inghilterra e la Francia. Nel 1883 entrò al Haverford College, in Pennsylvania, dove si laureò in scienze nel 1885. Tre anni dopo conseguì il dottorato in chimica alla Harvard University. Dopo il dottorato si trasferì in Germania per un anno dove studiò con Viktor Meyer. Tornato ad Harvard, divenne assistente di chimica, professore associato ed infine professore ordinario nel 1901. Nel 1903 divenne direttore del Dipartimento di Chimica ad Harvard, e nel 1912 fu nominato Erving Professor di Chimica e Direttore del Wolcott Gibbs Memorial Laboratory.
Circa metà del suo lavoro riguarda il peso atomico, cominciò nel 1886 lavorando con l'ossigeno e il rame. Fu inventore della nefelometria e dal 1912 rideterminò, con elevata accuratezza, i pesi atomici di tredici importanti elementi chimici. In seguito negli anni successivi contribuì in maniera importante, con i suoi lavori, alla determinazione del peso atomico di alcuni e al moderno concetto di atomo.

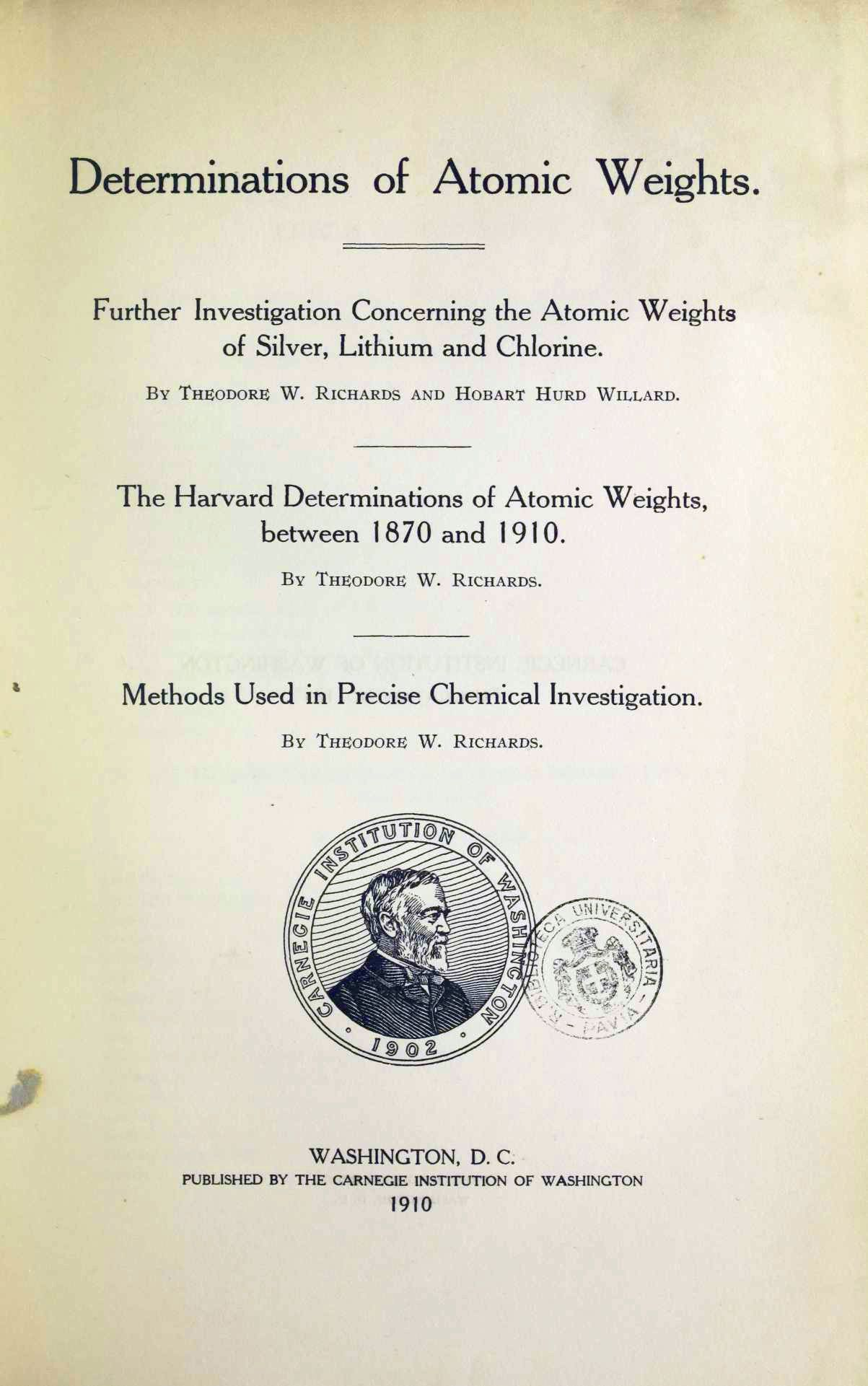
Determinations of atomic weights, 1910

Ricevette numerosi riconoscimenti che culminarono nel 1914 quando fu insignito del Premio Nobel per la Chimica. Richards era sposato e aveva una figlia e due figli. Era amante dello sport in particolare del golf e della vela. Morì a Cambridge, Massachusetts, il 2 aprile 1928.

## Opere
- (EN) Determinations of atomic weights, Washington, Carnagie Institution of Washington, 1910.